# رولز-رویس/جی‌ای‌ئی‌سی آرجی۵۰۰
رولز-رویس/جی‌ای‌ئی‌سی آرجی۵۰۰ (به انگلیسی: Rolls-Royce/JAEC RJ500) یک موتور هواگرد ساختِ کارخانهٔ رولز-رویس لیمیتد در کشور بریتانیا است . 